# 고도역 (군마현)
고도역(일본어: 神戸駅, ごうどえき)은 일본 군마현 미도리시에 있는 와타라세 계곡 철도 와타라세 계곡선의 역이다. 역 번호는 WK12이다. 히가시 정의 중심은 하나와 역이 있는 하나와 지구이지만, 현관역은 본 역이다. 구사키 호수 관광에 대한 액세스로서도 중요한 역이다.
본 역에서 소리 역까지 약 6 km는 급경사 구간에서 구사키 댐 둑몸 높이(약 140 m)와 같은 높낮이 차이를 구사키 터널에서 단숨에 올라간다.

## 역 구조
국철 시대에는 2면 3선이었지만, 제3섹터로의 전환 이후에는 2면 2선의 상대식 승강장이 되었다.
무인역이지만, 주말 및 휴일과 성수기, 단체 손님이 이용할 때는 직원이 파견되는 유인역이다. 다만, 개찰은 하지 않고 무인역과 마찬가지로 차내 정산이나 자동 매표기에서 표를 구입한다. 자동 매표기는 식당 "세이류"의 영업 시간 내에서만 역 구내에서 이용할 수 있다. 영업 시간 외에는 정리권에서의 승차하게 된다.
역사쪽이 아시오 방면, 반대쪽 승강장이 기류 방향으로의 잔류선은 열차의 레스토랑 "세이류"가 이용하고 있다.
슬로프가 기류 방향에 있다(제3종 건널목에서 있다). 아시오 방향 승강장 쪽에도 기류 행용 신호기가 있고 2006년 3월 17일까지 쓰였다. 임시로 사용하는 경우에 대비해서 그대로 되어 있다.
역전 광장에는 노선 버스 정차와 로터리 광장이 있으며 대형 관광 버스용이 몇 대분, 승용차용도 10몇 대분의 주차 공간이 있지만 매년 4월 "고베 역 화도 축제" 때는 주차장이 행사 공간으로 일반차는 앞에 출입이 불가능하다.

### 승강장
| (역사측) | ■ 와타라세 계곡선 하행 | 아시오 방면 |
| (반대측) | ■ 와타라세 계곡선 상행 | 기류 방면   |

## 역 주변
- 국도 제122호선
- 미도리 시립 히가시 중학교
- 미도리 시립 아즈마 초등학교
- 구사키 댐

## 역사
- 1912년
  - 9월 5일: 아시오 철도 오마마마치 ~ 당역의 구간 개통으로 고도 역(神土駅)으로 영업 개시.
  - 11월 11일: 당역 ~ 소리 역간 연장 개통.
- 1913년 10월 13일:아시오 철도를 국가가 차입하여 아시오 선으로 노선명 변경.
- 1918년 6월 1일: 국유화되어 국유철도 아시오 선의 역이 됨.
- 1973년 6월 27일: 구사키 댐 건설로 인하여 당역 ~ 소리 역 구간 선로 교체, 구사키 역 폐지.
- 1987년 4월 1일: 국철 분할 민영화로 동일본여객철도의 역이 됨.
- 1989년 3월 29일: JR 아시오선의 제3섹터 철도 전환으로 와타라세 철도의 역이 됨과 동시에 역명을 고도 역(神戸駅)으로 역명 변경, 무인화.
- 1996년 4월 9일: 구내에 열차의 레스토랑 "세이류" 오픈.

## 인접역
| ■ 와타라세 계곡 철도 와타라세 계곡선 | ■ 와타라세 계곡 철도 와타라세 계곡선 | ■ 와타라세 계곡 철도 와타라세 계곡선 |
| ------------------------------------ | ------------------------------------ | ------------------------------------ |
| WK11 고나카 기류 방면                |                                      | 소리 WK13 마토 방면                  |